# City of Ipswich Tennis International
Il City of Ipswich Tennis International è stato un torneo professionistico di tennis giocato su campi in terra rossa. Fa parte dell'ITF Men's Circuit e dell'ITF Women's Circuit, nella categoria $25.000 Si giocava annualmente a Ipswich in Australia.
Il tennista britannico Brydan Klein e la tennista polacca Sandra Zaniewska sono stati gli unici a vincere il torneo in entrambe le discipline nello stesso anno.

## Albo d'oro

### Singolare maschile
| Anno | Campione        | Finalista       | Punteggio        |
| ---- | --------------- | --------------- | ---------------- |
| 2009 | Greg Jones      | Jose Statham    | 7–5, 7–6(6)      |
| 2010 | Brydan Klein    | Jason Kubler    | 6–3, 6–4         |
| 2011 | Miljan Zekić    | Patrik Brydolf  | 6–4, 6–3         |
| 2012 | Samuel Groth    | Jason Kubler    | 5–7, 6–3, 6–2    |
| 2013 | Colin Ebelthite | Jonathon Cooper | 6–4, 6(7)–7, 6–2 |

### Doppio maschile
| Anno | Campioni                    | Finalisti                      | Punteggio        |
| ---- | --------------------------- | ------------------------------ | ---------------- |
| 2009 | Miles Armstrong Mark Mccook | Andrew Thomas Mark Verryth     | 6–4, 3–6, [10–8] |
| 2010 | Brydan Klein Dane Propoggia | Marcus Daniell Logan Mackenzie | 6–2, 6–3         |
| 2011 | Toni Androić Dino Marcan    | Radu Albot Andrei Ciumac       | 6–1, 6–2         |
| 2012 | Adam Feeney Adam Hubble     | Brydan Klein Jose Statham      | 6–4, 6–4         |
| 2013 | Artem Sitak Jose Statham    | Jacob Grills Dane Propoggia    | 6–3, 6–1         |

### Singolare femminile
| Anno | Campionessa      | Finalista      | Punteggio     |
| ---- | ---------------- | -------------- | ------------- |
| 2011 | Sally Peers      | Lesja Curenko  | 5–7, 7–5, 6–0 |
| 2012 | Sandra Zaniewska | Ashleigh Barty | 7–6(5), 6–1   |
| 2013 | Jelena Pandžić   | Storm Sanders  | 7–5, 2–6, 6–2 |

### Doppio femminile
| Anno | Campionesse                                     | Finaliste                       | Punteggio        |
| ---- | ----------------------------------------------- | ------------------------------- | ---------------- |
| 2011 | Casey Dellacqua Olivia Rogowska                 | Miki Miyamura Mari Tanaka       | 6–4, 6–4         |
| 2012 | Monique Adamczak Sandra Zaniewska               | Shūko Aoyama Junri Namigata     | 7–5, 6–4         |
| 2013 | Noppawan Lertcheewakarn Varatchaya Wongteanchai | Viktorija Rajicic Storm Sanders | 4–6, 6–1, [10–8] |